# Kaligaro
Kaligaro je priimek v Sloveniji, ki ga je po podatkih Statističnega urada Republike Slovenije na dan 1. januarja 2010 uporabljalo 36 oseb.

## Znani nosilci priimka
- Rolando Kaligaro (*1976), smučarski skakalec in kombinatorec